# Карапиту
Карапиту (порт. Carapito)  —  район (фрегезия) в Португалии,  входит в округ Гуарда. Является составной частью муниципалитета  Агиар-да-Бейра. Находится в составе крупной городской агломерации Большое Визеу. По старому административному делению входил в провинцию Бейра-Алта. Входит в экономико-статистический  субрегион Дан-Лафойнш, который входит в Центральный регион. Население составляет 511 человек на 2001 год. Занимает площадь 15,45 км².
Покровителем района считается Дева Мария (порт. Nossa Senhora da Luz). 